# Ƿ
Ƿ, ƿ（ƿen 或 wynn）是古英语的一个字母，用来代表 /w/ 音。
此字母原本来自如尼字母 ᚹ (U+16B9)。它和 þ 一同由如尼字母借到英语字母（或其他拉丁字母）。一个修改版本的字母 ƿynn ，称为 vend，主要用在古诺尔斯语来代表 /u/, /v/，和 /w/ 音。
小写字母 ƿ 自 Unicode 1.0 版被收录，而大写字母 Ƿ 则在 Unicode 3.0 版被收录。